# Iwane Matsui
Pour les articles homonymes, voir Matsui.
Iwane Matsui, né à Atami[réf. nécessaire] le 27 juillet 1878 et mort à Tokyo le 23 décembre 1948, est un général de l'armée impériale japonaise, commandant des troupes envoyées en Chine. Il fut condamné à mort par le tribunal militaire international pour l'Extrême-Orient en tant que responsable du massacre de Nankin.

## Biographie
Iwane Matsui se bat durant la guerre russo-japonaise entre 1904 et 1905 et reçoit le diplôme de l'académie militaire japonaise en 1906. Il est alors nommé Commandant du 29e régiment, poste qu'il occupe de 1919 à 1921. Il atteint le rang de général en 1933 et devient membre du conseil suprême de guerre jusqu'en 1935, excepté durant la période 1933-1934 - il est alors commandant de l'armée japonaise de Taïwan. En 1933 il devient l'un des initiateurs de l'Association de la grande Asie, et établit l'association Taïwan-Asie.
En 1935, il quitte l'armée, mais la réintègre pour devenir commandant de l'armée régionale japonaise de Chine centrale, à la suite de sa nomination par le Quartier-général impérial. Le 2 décembre, l'empereur Hirohito lui adjoint son oncle, le prince Yasuhiko Asaka, qui devient commandant de l'invasion de Nankin. 
Le 7 décembre 1937, Iwane Matsui dirige son armée sur Nankin où il est rejoint par les forces des lieutenants-généraux Kesago Nakajima et Heisuke Yanagawa. Le 13 décembre, après une série de bombardements intensifs et la retraite des forces chinoises, débute le massacre. Souffrant de tuberculose, Matsui lui-même n'est pas présent au début des atrocités, alors commises sous l'autorité du prince Asaka. Il se rend compte de ce que ses hommes, de même que des membres du service étranger japonais qui a suivi l'armée, font dans la ville. 
Il est rappelé au Japon en 1938. Il prend sa retraite et se retire dans sa ville natale d'Atami. Il est décoré le 29 avril 1940 pour son rôle dans la guerre.
En 1945, lors de l'occupation américaine, il est emprisonné et condamné à mort par pendaison en 1948 par le Tribunal militaire international pour l'Extrême-Orient qui le juge coupable de crimes de classe B et C.